# Docodesmus coxalis
Docodesmus coxalis är en mångfotingart som beskrevs av Loomis 1975. Docodesmus coxalis ingår i släktet Docodesmus och familjen fingerdubbelfotingar. Inga underarter finns listade i Catalogue of Life.